# Franz de Champagny
François-Joseph Marie-Thérèse de Nompère de Champagny, vanligen kallad greve Franz de Champagny,  född den 10 september 1804 i Wien, död den 4 maj 1882 i Paris, var en fransk skriftställare, son till Jean-Baptiste Nompère de Champagny.
de Champagny var en talangfull förkämpe för katolicismen. Han medarbetade flitigt i Ami de la religion och Le correspondant 
och var en av grundarna av Revue contemporaine. I dessa och en del mindre skrifter uppträdde han som en ivrig målsman för undervisningsfriheten, men från klerikal ståndpunkt. de Champagnys huvudverk är Histoire des Césars, tableau du monde romain sous les premiers empereurs (4 band, 1841-43; 2:a upplagan, 2 band, 1853) och dess fortsättningar Les Antonins (3 band, 1863; 2:a upplagan 1866) samt Les Césars du III:e siècle (3 band, 1870). År 1869 blev de Champagny medlem av Franska akademien efter Berryer.